# Николай Атанасов (лекоатлет)
Вижте пояснителната страница за други личности с името Николай Атанасов.
Николай Атанасов – Джоко (роден на 11 декември 1974 г. в София) е български лекоатлет, състезател на дълъг скок. Капитан на националния отбор по лека атлетика 2008 до 2012 г.
Николай Атанасов също е дългогодишен състезател и към 2023 г. треньор в СКЛА „Локомотив“ (Пловдив). Най-добрият му скок е 8,31 метра, което е 2-ро най-добро постижение за всички времена в България, постигнато в Пиргос през юли 2003 г. Участник в световни и европейски първенства, както и в летни олимпийски игри. 5-ти на Световно първенство в зала. 5-ти на Европейско първенство. Треньор на Мартина Писачева.
Състезава се на:
- Световните първенства през 1999, 2003, 2007, 2008, 2009, 2010 г.
- Олимпийските игри през 2000 (Сидни), 2004 (Атина), 2008 (Пекин) г.

Класира се 5-и на Световното първенство във Валенсия през 2008 г. и 5-и на европейското първенство в Торино през 2009 г. Шампион – балкански (2 пъти) и на България (19 пъти) на закрито и открито.Победител в купа Европа (2 пъти). Многократен победител в Гранд При.
Лични рекорди:
- Скок дължина - 8.31 м.
- 100 м. - 10.44 сек.
- 200 м. - 21.31 сек.
- 400 м. - 47.41 сек.

скок височина 2.10 м.
троен скок 15.81 м.